# Prunus javanica
Prunus javanica — вид квіткових рослин з родини трояндових (Rosaceae). Ареал охоплює такі країни: Камбоджа, Індія, Індонезія, Малайзія, М'янма, Таїланд, В'єтнам.

## Середовище
Зустрічається в первинних і вторинних лісах.

## Морфологічна характеристика
Це дерево заввишки до 36 метрів.

## Використання
Деревина використовується.